# Alcis nigrofusa
Alcis nigrofusa là một loài bướm đêm trong họ Geometridae.